# Mołochów
Mołochów (ukr. Молохів, Mołochiw) – wieś na Ukrainie, w obwodzie tarnopolskim, w rejonie tarnopolskim (do 2020 brzeżańskim). W 2001 roku liczyła 32 mieszkańców.
Do 2020 w rejonie brzeżańskim.